# Diplomatisk krise
En diplomatisk krise eller en diplomatisk hændelse er en tilsyneladende lille disput, der fører til en konflikt mellem mellem to eller flere stater, der ikke løses juridisk.
Diplomatiske kriser opstår normalt i perioder med relativ fred mellem stater som en uventet begivenhed. Nye konflikter, der opstår som følge af eskalerende konflikter mellem nationalstater betragtes ikke som diplomatiske kriser.
Mange gange udløses diplomatiske kriser af handlinger foretaget af regeringer eller militære organisationer, men de kan også være forårsaget af almindelige borgere. Det var eksempelvis tilfældet, hvor Højesteret besluttede ikke at udlevere danskeren Niels Holck til Indien, hvor han i 1995 nedkastede omkring fire ton våben. Sagen medførte diplomatiske spændinger mellem Danmark og Indien og viser også, at det indirekte kan være retsinstansers afgørelser, der skaber en diplomatisk krise.
Sagen med Niels Holck er samtidig et eksempel på, at diplomatiske kriser ofte sker, når der ikke er nogen eksisterende større konflikt mellem parterne, men hvor der pludselig sker en overraskende handling. Et andet eksempel herpå er Iran-gidsel-affæren fra 1979, hvor 52 amerikanere blev holdt som gidsler i 444 dage.
Diplomatiske kriser kan undertiden også fremprovokeres af regeringer for at tvinge andre lande til at handle i et specifikt spørgsmål.